# Colias croceus
Colias croceus é uma espécie de insetos lepidópteros, mais especificamente de borboletas conhecidas por borboleta-maravilha pertencente à família Pieridae.
A autoridade científica da espécie é Fourcroy, tendo sido descrita no ano de 1785.
Trata-se de uma espécie presente no território português.

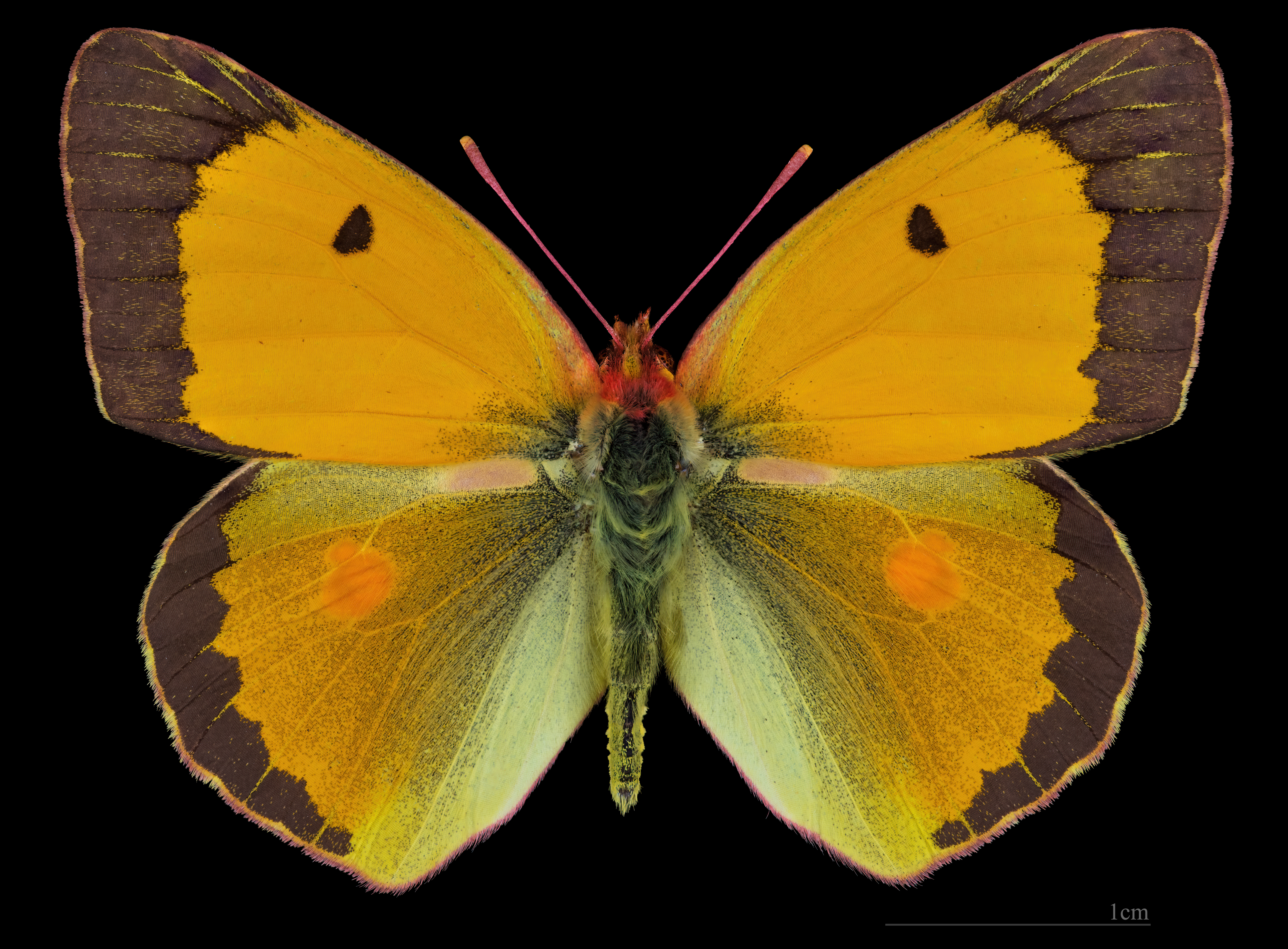
Colias croceus croceus ♂
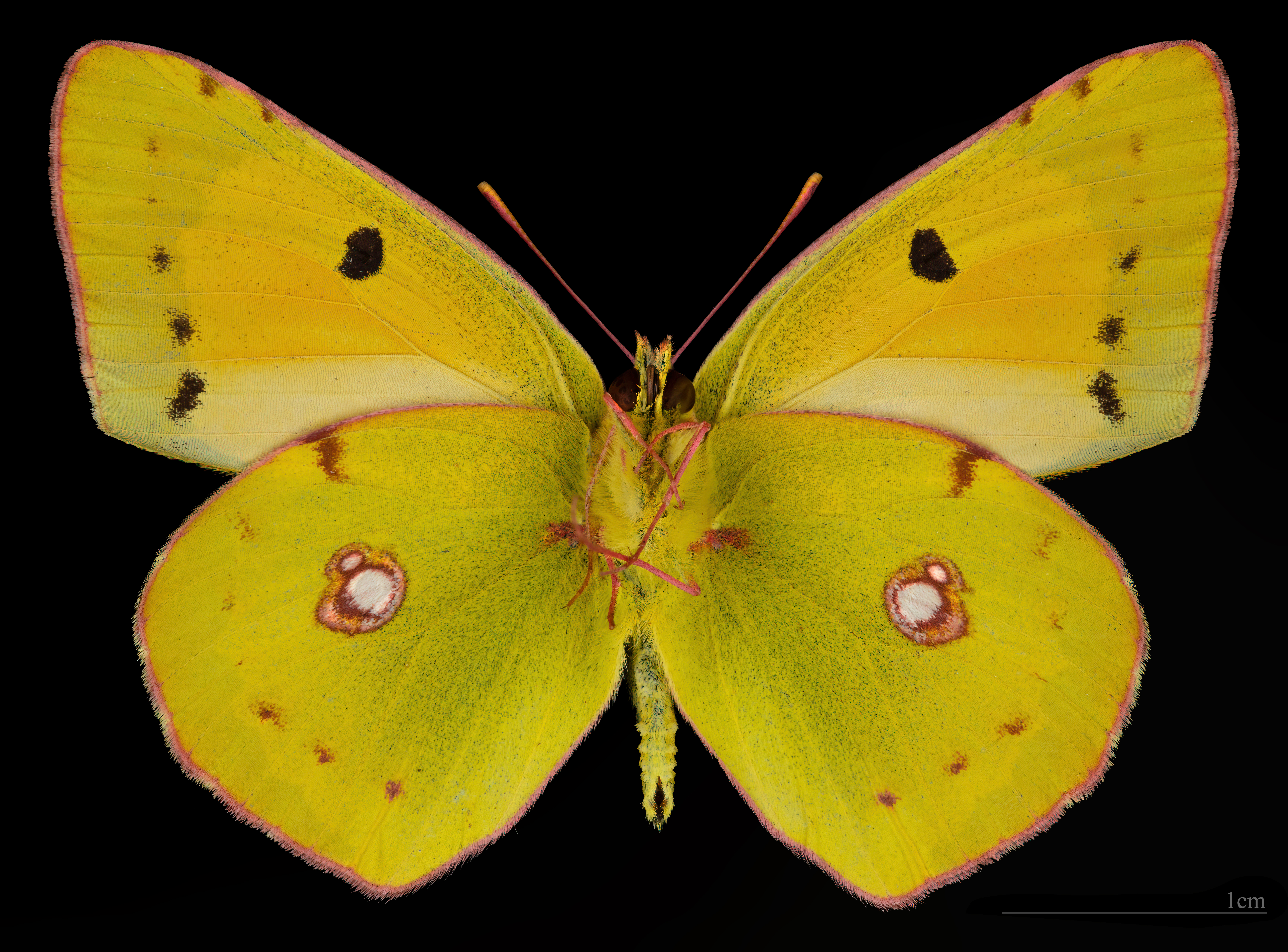
Colias croceus croceus ♂ △
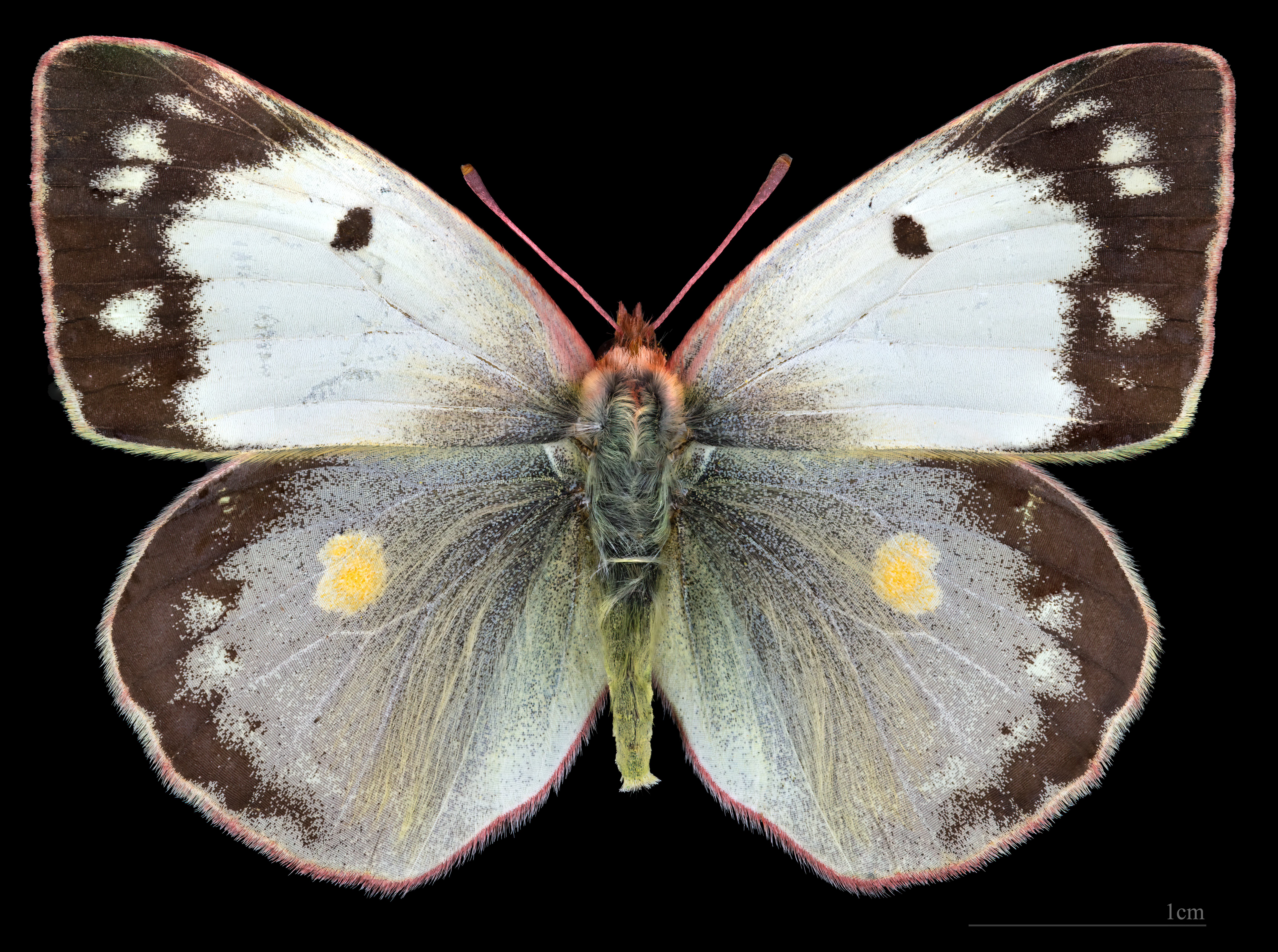
Colias croceus f. helice ♀
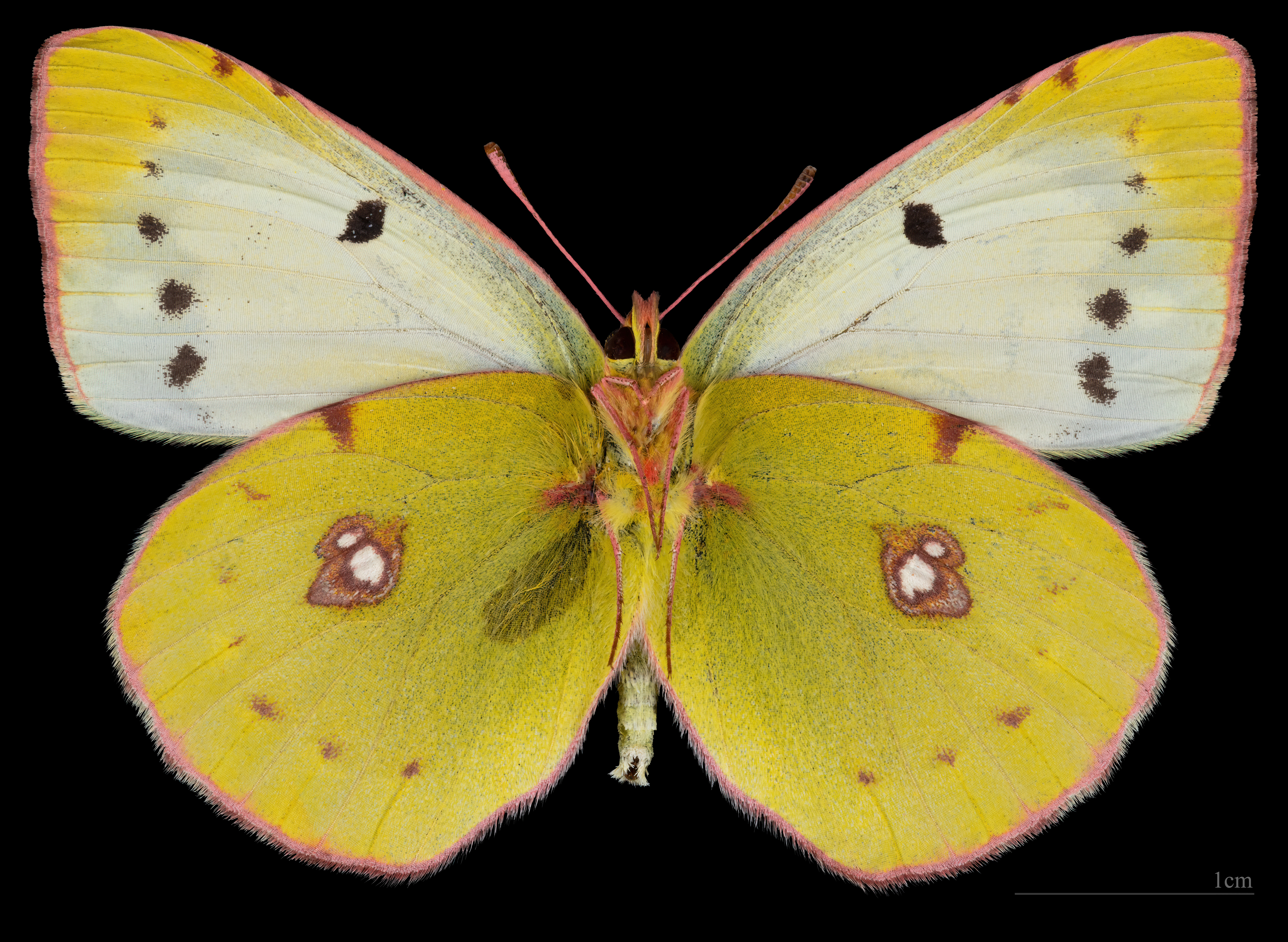
Colias croceus f. helice ♀ △